# Гиллеспи, Тарлтон
Тарлтон Гиллеспи (род. 25 января 1973 года в Итаке, Нью-Йорк) — учёный, преподаватель факультета коммуникаций Корнеллского университета и автор книги «Плотно закрытое: Авторское право и состояние цифровой культуры», отмеченной несколькими наградами.
Он в настоящее время преподаёт на факультете коммуникаций Корнеллского университета в качестве доцента, участвует в программе информатики и сотрудничает с отделом науки и технологических исследований. Он также является внештатным научным сотрудником Стэнфордского центра Интернета и общества Стэнфордской школы права и приглашённым исследователем Microsoft Research.
Гиллеспи был удостоен Премии педагогического мастерства молодых преподавателей в Колледже сельского хозяйства и естественных наук, Корнеллский университет. В 2007 году он был пресс-секретарём факультета информатики в Корнеллском университете.

## Биография
В 1994 году Гиллеспи получил степень бакалавра искусств английского языка в Амхерстском колледже, а в 1997 году — степень магистра коммуникаций в Калифорнийском университете в Сан-Диего. В январе 2002 года там же он получил степень доктора философии коммуникаций. С 2010 года он работает на факультете коммуникаций в Корнеллском университете.
В настоящее время Гиллеспи исследует влияние Интернета и современных медиа-технологий на авторское право и развитие авторского права в цифровую эпоху. Он также интересуется такими темами, как управление цифровыми правами и другими стратегиями цифровой защиты от копирования и их влияние на культуру. В более широкий круг интересов входят споры по одноранговой сети обмена файлами, информационные технологии, анимация и детские средства массовой информации.
В статье «Политика платформ» Гиллеспи пишет о том, как одно слово может предоставить множество путей для интернет-провайдера контента. Он сгруппировал слово «платформа» в четыре различные категории, которые могут помочь определить, что делает платформа онлайнового ПО. Он классифицирует слово платформу как вычислительное, архитектурное, образное и политическое понятие. Все эти четыре категории относятся к тому, почему термин «платформа» уже «употребляется по отношению к онлайн контент-хостингам и посредникам, и, столь же важно, какую ценность и гибкость предлагает им его специфика».

## Публикации
- Gillespie, Tarleton. Wired Shut: Copyright and the Shape of Digital Culture (MIT Press, 2007).

Обзор в Cultural Sociology.2008; 2: 425—428 
Обзор в New Media Society.2008; 10: 669—671 
Обзор в Cultural Sociology.2008; 2: 423—425 
- Gillespie, Tarleton. «book review: Michael Strangelove, The Empire of Mind: Digital Piracy and the Anti-Capitalist Movement.» New Media & Society (forthcoming, 2007)
- Gillespie, Tarleton. «book review: Steven Weber, The Success of Open Source.» Isis (forthcoming, v97n3, September 2006): 592—593.
- Burk, Dan and Gillespie, Tarleton. «Autonomy and Morality in DRM and Anti-circumvention Law.» Triple C: Cognition, Communication, Cooperation. (v4n2, November 2006).
- Gillespie, Tarleton. «Designed to ‘Effectively Frustrate’: Copyright, Technology, and the Agency of Users» New Media & Society (v8n4, August 2006): 651—669.
- Gillespie, Tarleton. «Engineering a Principle: 'End-to-End' in the Design of the Internet.» Social Studies of Science (v36n3, June 2006): 427—457.
- Gillespie, Tarleton. «Everything to Everyone.» InsideHigherEd (January 27, 2006).
- Gillespie, Tarleton. «Between What’s Right and What’s Easy.» InsideHigherEd (October 21, 2005).
- Gillespie, Tarleton. «Copyright and Commerce: The DCMA, Trusted Systems, and the Stabilization of Distribution.» The Information Society. (v20n4, September 2004: 239—254.
- Gillespie, Tarleton. «The Politics of Platforms.» New Media Society (2010). 12(3). 347—367